# آلوگونه
آلوگونه یکی از معشوقه‌های اردشیر یکم از بابل و مادر سغدیانوس بود. وی پس از مرگ همسرش و به حکومت رسیدن خشایارشای دوم به حرمسرای شاه وارد شد و با پسرش سغدیانوس برای کشتن شاه همدستی کرد. در نهایت با به حکومت رسیدن سغدیانوس او ملکه مادر شد اما با شورش داریوش دوم و کشته شدن پسرش او در سال ۴۲۴ پیش از میلاد تبعید شد.